# Trzebicz Krajeński
Trzebicz Krajeński – nieczynny kolejowy przystanek osobowy w Trzebiczu, w województwie lubuskim, w Polsce.